# Șamșud (gmina)
Șamșud – gmina w Rumunii, w okręgu Sălaj. Obejmuje miejscowości Șamșud i Valea Pomilor. W 2011 roku liczyła 1723 mieszkańców.